# CONCACAF Champions League 2022
De CONCACAF Champions League 2022 was de veertiende editie zijn  van de CONCACAF Champions League, een jaarlijks voetbaltoernooi voor clubs uit Noord- en Centraal-Amerika en de Caraïben, georganiseerd door de CONCACAF. Sinds 2015 is de officiële naam van het toernooi Scotiabank CONCACAF Champions League.

## Laatste 16
| Team 1             | Tot.         | Team 2                 | 1e wedstr. | 2e wedstr.  |
| ------------------ | ------------ | ---------------------- | ---------- | ----------- |
| Guastatoya         | 0-3          | León                   | 0-2        | 0-1         |
| Motagua            | 0-5          | Seattle Sounders FC    | 0-0        | 0-5         |
| Comunicaciones     | 1-1 (4-3 np) | Colorado Rapids        | 1-0        | 0-1         |
| Santos de Guápiles | 0-6          | New York City FC       | 0-2        | 0-4         |
| Saprissa           | 3-6          | UNAM                   | 2-2        | 1-4         |
| Cavaly             | 0-3 (w/o)    | New England Revolution | 0-3        | geannuleerd |
| Santos Laguna      | 1-3          | CF Montréal            | 1-0        | 0-3         |
| Forge FC           | 1-4          | Cruz Azul              | 0-1        | 1-3         |

## Kwartfinales
| Team 1                 | Tot.         | Team 2         | 1e wedstr. | 2e wedstr. |
| ---------------------- | ------------ | -------------- | ---------- | ---------- |
| Seattle Sounders FC    | 4-1          | León           | 3-1        | 1-0        |
| New York City FC       | 5-5 (u)      | Comunicaciones | 3-1        | 2-4        |
| New England Revolution | 3-3 (3-4 np) | UNAM           | 3-0        | 0-3        |
| Cruz Azul              | 2-1          | CF Montréal    | 1-0        | 1-1        |

## Halve finales
| Team 1              | Tot. | Team 2           | 1e wedstr. | 2e wedstr. |
| ------------------- | ---- | ---------------- | ---------- | ---------- |
| Seattle Sounders FC | 4-2  | New York City FC | 3-1        | 1-1        |
| UNAM                | 2-1  | Cruz Azul        | 2-1        | 0-0        |

## Finale
| Team 1 | Tot. | Team 2              | 1e wedstr. | 2e wedstr. |
| ------ | ---- | ------------------- | ---------- | ---------- |
| UNAM   | 2-5  | Seattle Sounders FC | 2-2        | 0-3        |